# Apponyi József
Nagyapponyi gróf Apponyi József (1718 k. – Szilézia, 1787. november 14.) jezsuita, bölcsészprofesszor és egyetemi tanár.

## Élete
Apponyi Lázár gróf fia volt. Nagyszombatban először a logikát, 1751–52-ben a matematikát, 1753–54-ben a természettant tanította. Munkái, amelyek nyomtatásban megjelentek:

## Művei
- Dissertatio physica de corpore generatim, deque opposito eidem vacuo. Tyrnaviae. 1753
- De motu corporum. uo., 1753
- De causis motuum in corporibus. uo., 1754